# Aishiteruze Baby
Aishiteruze Baby (愛してるぜ ベイベ★★, Aishiteruze Beibe★★) és un manga shojo romàntic de Yoko Maki. Va ser publicat per Shūeisha a Ribon des de l'abril 2002 fins al gener 2005 i recollit en set volums. Es va fer un Anime de 26 episodis produït per TMS Entertainment i Animax, i es va emetre al Japó a l'Animax de l'abril a l'octubre del 2004. Aquesta sèrie és sobre un noi adolescent, Kippei, que s'ha de fer càrrec de la seva cosina de 5 anys, Yuzuyu, després que la seva mare l'hagi abandonat. Tant el manga com l'anime han sigut elogiats per aconseguir barrejar amb succés temes seriosos amb un to alegre.

## Argument
Aishiteruze Baby és un manga shojo que gira al voltant de la vida d'en Kippei, un estudiant de batxillerat popular i conquistador que flirteja amb qualsevol noia que vegi, sense pensar en els seus sentiments. La seva vida es posa cap per avall quan un dia la seva tieta abandona la seva cosina de 5 anys Yuzuyu a casa seva. A en Kippei li assignen la feina de cuidar la Yuzuyu mentrestant, i ha d'aprendre com ser la "mare" que ella necessita. Mentre en Kippei aprèn com cuidar la Yuzuyu, també aprèn a cuidar a la Kokoro, una noia tranquil·la del seu institut, que l'ajuda.

## Personatges
Kippei Katakura (片倉 結平 Katakura Kippei)
En Kippei és un noi conquistador i promiscu a l'institut, bastant tolerant i que no tenia ni idea com cuidar la Yuzuyu quan li van dir que ho fes. En el seu primer intent de fer el dinar de la Yuzuyu, només va fer un onigiri super gran. A més a més el menjar que li dona és cru i mal fet, però la Yuzuyu se'l menja perquè és en Kippei qui ho ha cuinat. Durant la sèrie, la seva personalitat i la seva cuina milloren. Es torna més responsable i el novio de la Kokoro. Al final del volum 7, rep una carta de la Yuzuyu. Al final del manga es diu que està vivint amb la seva família i la Kokoro. (Només rep la carta en el manga.)
Yuzuyu Sakashita (坂下 ゆずゆ Sakashita Yuzuyu)
Yuzuyu (anomenada també amb el diminutiu "Yuzu") és una nena petita. S'esforça per viure sense la seva mare. És fàcil de tractar-se amb ella. Al començament, li diu a en Satsuki que es vol casar amb en Kippei quan sigui gran. És molt protectora amb en Kippei, però en realitat només vol que sigui feliç. Durant tota la serie, la Yuzuyu lluita amb l'absència de la seva mare i el seu desig de poder estar amb ella. Això entra amb conflicte amb el seu desig d'estar amb en Kippei. Al final del setè volum, és ensenyada com una adolescent que ha escrit una carta a en Kippei. S'insinua que la Yuzuyu adolescent podria estar sortint amb el seu amic de la infància, en Shouta. Li encanta dibuixar, i li agrada el blat de moro i el marisc.
Kokoro Tokunaga (徳永 心 Tokunaga Kokoro)
Kokoro és la novia d'en Kippei. És tranquil·la i bastant solitària perquè va perdre la seva mare de ben jove. Això fa que li sigui fàcil simpatitzar amb la Yuzuyu. El seu pare es casa amb una altra dona i pensant que la Kokoro es pot cuidar ella sola, li lloga una luxós apartament perquè hi pugui viure. Però la Kokoro en realitat se sent sola. Al final del volum 6 diu a les seves amigues que podria estar embarassada, però després descobreix que no ho està. La Kokoro comença a viure amb la família d'en Kippei al final del capítol 29. Tot i la popularitat i la idiotesa d'en Kippei, el cor de la Kokoro és manté lleial a en Kippei i és capaç d'oblidar la seva promiscuïtat del passat. El seu nom vol dir "cor". Es casa amb en Kippei i encara viu amb la família d'en Kippei al final del manga.
Misako Katakura (片倉 三沙子 Katakura Misako)
La mare d'en Kippei. És una guàrdia de cruïlles escolars, entre altres coses. Ella va ensenyar a en Kippei com fer onigiris (boles d'arròs). És la germana gran de la tieta Miyako.
Reiko Katakura (片倉 鈴子 Katakura Reiko)
Nee-chan és la germana gran forta i controladora d'en Kippei. És una cosmetóloga i a la família d'en Kippei tots segueixen les seves ordres. Però té un secret que s'ha estat guardant per a ella: no pot tenir nens. És coneguda pels seus vestits a la moda i les seves ungles.
Miyako Sakashita (坂下 都 Sakashita Miyako)
La mare de la Yuzuyu. Els eu marit va morir recentment i cuidar la Yuzuyu sola era més del que podia manejar. Ella confesa a en Kippei que un cop va pegar a la Yuzuyu i que per això va marxar. Ella diu que té la intenció de tornar quan pugui ser una mare millor per a la Yuzuyu. Al final del manga és qui cuida a la Yuzuyu. És la germana petita de la Misako.
Satsuki Katakura (片倉 皐 Katakura Satsuki)
En Satsuki és el germà de 12 anys d'en Kippei. Fa 156 cm. Sembla un noi amb poques emocions i molt llest, i alhora una mica estrany. No li agraden gaire els nens, però s'entén bé amb la Yuzuyu. Aconsegueix una novia, Ayumi, cap al final de la història.
Aki Kagami (鏡 亜希 Kagami Aki) i Mai Motoki (元木 舞 Motoki Mai)
Les amigues de la Kokoro. Normalment mostren una actitud glacial cap a en Kippei i no aproven la relació de la Kokoro amb ell, especialment l'Aki. Però en realitat només volen el millor per a la Kokoro. L'Aki està enamorada d'en Shin.
Shouta Nashiya
Un dels millors amics de la Yuzuyu i el seu primer amor. En Kippei està trist perquè la Yuzuyu està enamorada d'en Shouta. El primer cop que en Shouta es troba amb la Yuzuyu, es fan amics immediatament i comencen a fer-ho tot junts. En Shouta estima la seva família, encara que la seva mare abusi d'ell pegant-lo algunes vegades. Quan la Yuzuyu veu les ferides d'en Shouta, comença a plorar i a cridar i tota l'escola i els pares s'enteren de tot sobre ell i la seva mare. En Kippei se sent afectat pels abusos a en Shouta i intenta ajudar parlant amb la mare del nen. Després d'això, la família decideix traslladar-se i se'n van a prop de casa dels avis. Quan se'n va, promet a la Yuzuyu que sempre serà amic seu. Mentre estan separats, es mantenen en contacte amb cartes, així la seva amistat no s'acabarà mai. Anys després ell i la Yuzuyu es tornen a trobar i, ja adolescents, surten junts.
Miki Sakashita (坂下 ミキ Sakashita Miki)
La Miki és la cosina de la Yuzuyu per part de pare. El volum 4 és majoritàriament sobre la història de la Miki. En el manga agafa un ganivet, en l'anime ho canvien per una cadena de bici. La Miki va a una escola prestigiosa i va veure el seu professor picant a un noi. Quan li va dir al professor, tot va anar malament. Era assetjada pel professor i pels seus companys, però es negava a explicar-ho als seus pares. Va intentar endur-se la Yuzuyu de la casa dels Katakura per substituir-la per ella, després va intentar suïcidar-se. (En l'anime intenta saltar d'un edifici, en el manga utilitza un ganivet.) Al final tot es soluciona entre ella i els seus pares. Sobre les cremades i rascades als canells, és obvi que la Miki s'ho va fer ella mateixa (ja que això ja ha parat d'ençà que la majoria dels seus problemes es resolen.) Torna a aparèixer en el volum 6.
Marika (まりか) i Ken (健)
Els amics del jardí d'infants de la Yuzuyu. La Marika pot ser bastant vanidosa per tenir cinc anys i està enamorada d'en Kippei, sovint pregunta qui són les noies que acompanyen algun cop en Kippei al jardí d'infants. En Ken és amable i fort. Tots són bons amics.
Shin Tabata (田端 芯 Tabata Shin)
Company de classe i amic d'en Kippei. Ell i l'Aki tenen sentiments l'un per l'altre.
Natsu (ナッツ Natsu)
L'ex "novia" d'en Kippei. La Natsu té forts sentiments per en Kippei i troba a faltar la manera de ser d'ell d'abans que es tornés responsable. Tot i així no és una amenaça important per a la Kokoro. La Natsu sembla enamorar-sa fàcilment.
Aya Oga (大賀 綾 Ōga Aya) i Akari Oga (大賀 あかり Ōga Akari)
L'Akari i l'Aya estan més o menys en la mateixa posició que en Kippei i la Yuzuyu - els pares de l'Aya i l'Akari treballen tot el dia forçant l'Akari a cuidar la seva germana, que és companya de classe i amiga de la Yuzuyu. L'Akari és companya de classe d'en Kippei. L'Akari confia en Kippei, cosa que causa problemes. Només apareixen en el manga, a l'anime no.
Ayumi Kubota (久保田 あゆみ Kubota Ayumi)
L'Ayumi és una noia que està enamorada d'en Kippei. Fa 160 cm, és més alta que en Satsuki, que en fa 156. És model.
Itagaki
L'Itagaki és de l'institut d'en Kippei i està enamorat de la Kokoro. Li confessa el seu amor i fins i tot li fa un petó a la força. Llavors la Kokoro s'espanta i té por que la toqui la gent, fins i tot en Kippei. Durant el viatge escolar tot es resol i l'Itagaki és amenaçat per en Kippei. Després d'això, l'Itagaki no torna a aparèixer en el manga.